# Flaujagues

Flaujagues este o comună în departamentul Gironde din sud-vestul Franței. În 2009 avea o populație de 518 de locuitori.

## Evoluția populației
| An        | 1975 | 1982 | 1990 | 1999 | 2006 | 2009 |
| --------- | ---- | ---- | ---- | ---- | ---- | ---- |
| Populație | 418  | 462  | 466  | 490  | 519  | 518  |